# Lotus Film
Die Lotus-Film GmbH ist eine österreichische Filmproduktionsgesellschaft mit Sitz in Wien. Das Unternehmen wurde 1982 von Erich Lackner gegründet. Tätigkeitsschwerpunkt war vorerst die Herstellung von Abenteuer- und Outdoor-Sport-Filmen. In den 1990er-Jahren verlagerte sich der Schwerpunkt auf die Herstellung von Dokumentar-, Spiel- und Arthousefilmen für das Kino.

## Geschichte
Großen Erfolg erzielte die Lotus Film 1999 mit Barbara Alberts mehrfach international ausgezeichneten Debütfilm Nordrand über Lebensträume und -schicksale von jugendlichen Immigranten am Stadtrand von Wien. Auch frühe Werke Ulrich Seidls, etwa Mit Verlust ist zu rechnen (1992) und Tierische Liebe (1995) wurden von der Lotus Film hergestellt. Internationale Beachtung fand auch Michael Glawoggers Dokumentarfilm Workingman’s Death (2005), der 2007 mit dem Deutschen Filmpreis für den besten Dokumentarfilm ausgezeichnet wurde, sowie Glawoggers jüngere Produktion, der Spielfilm Slumming (2007).
2010 übernahmen Peter Wirthensohn und Tommy Pridnig vom Gründer Erich Lackner die Lotus Film, deren geschäftsführende Gesellschafter sie seitdem sind.

## Filmografie (Auswahl)

### Spielfilme
- Am Rande der Welt (Ö 1992, Gpran Rebić)
- Jugofilm (Ö 1997, Goran Rebić)
- Viehjud Levi (D/Ö 1999, Didi Danquart)
- Nordrand (Ö 1999, Barbara Albert)
- Der Umweg (Ö/FR/NL 2000, Frouke Fokkama)
- Spiel im Morgengrauen (Ö 2001, Fernsehfilm, Götz Spielmann)
- Blue Moon (Ö 2002, Andrea Maria Dusl)
- Donau, Dunaj, Duna, Dunau, Dunarea (Ö 2003, Goran Rebić)
- Antares (Ö 2004, Götz Spielmann)
- Villa Henriette (Ö/CH 2004, Peter Payer)
- Kabale und Liebe (D/Ö 2005, Fernsehfilm, Leander Haußmann)
- The Gate to Hell (Ö 2006, Fernseh-Kurzspielfilm im Rahmen der 8-×-45-Reihe des ORF, Max Gruber)
- Slumming (Ö/CH 2006, Regie: Michael Glawogger)
- Kotsch (Ö 2006, Helmut Köpping)
- Freigesprochen (Ö/LUX 2007, Peter Payer)
- Balkan Traffic – Übermorgen Nirgendwo (D/KRO 2008, Markus Stein)
- Das Vaterspiel (D/F/Ö 2009, Michael Glawogger)
- Contact High (Ö/PL 2009, Regie: Michael Glawogger)
- Der Kameramörder (CH/HU/Ö 2010, Robert Adrian Pejo)
- Brand – Eine Totengeschichte (Ö/D, 2011 Thomas Roth)
- Der Chinese (D/Ö/S 2010, Peter Keglevic)
- Stillleben (Ö 2010, Sebastian Meise)
- Die Vermessung der Welt (D/Ö 2012, Detlev Buck)
- Die kleine Lady (D/Ö 2012, Gernot Roll)
- Blutsschwestern (Ö/D 2014, Thomas Roth)
- Landkrimi (Fernsehreihe)
  - 2014: Die Frau mit einem Schuh
  - 2015: Kreuz des Südens
  - 2015: Der Tote am Teich
  - 2018: Der Tote im See
- Gespensterjäger – Auf eisiger Spur (D/Ö/IRL 2015, Tobi Baumann)
- Thank You for Bombing (2015, Barbara Eder), Diagonale-Preis 2016 für Innovative Produktionsleistung
- Das Geheimnis der Hebamme (D/Ö/CZ 2016, Roland Suso Richter)
- Stadtkomödie (Fernsehreihe)
  - 2017: Herrgott für Anfänger
  - 2019: Der Fall der Gerti B.
  - 2022: Der weiße Kobold
- Kalte Füße (D/Ö 2018, Wolfgang Groos)
- Herzjagen (Ö 2019, Elisabeth Scharang)
- Tatort: Krank (Ö 2020: Rupert Henning)
- Der Onkel – The Hawk (Ö/D 2022: Helmut Köpping, Michael Ostrowski)
- Riesending – Jede Stunde zählt (D/Ö/CH 2022, Jochen Alexander Freydank)

### Dokumentarfilme
- Mit Verlust ist zu rechnen (Ö 1993, Ulrich Seidl)
- Tierische Liebe (Ö 1995, Ulrich Seidl)
- Die letzten Männer (Ö 1995, Ulrich Seidl)
- Attwengerfilm (Ö 1995, Wolfgang Murnberger, Florian Flicker, Bernhard Weirather)
- Bilder einer Ausstellung (Ö 1996, Ulrich Seidl)
- Der Busenfreund (Ö 1997, Fernsehfilm, Ulrich Seidl)
- Megacities (Ö/CH 1998, Michael Glawogger)
- Ein Spezialist (Ö/BE/D/F/LUX 1999, Regie: Eyal Sivan, Buch: Eyal Sivan und Rony Brauman)
- Frankreich, wir kommen (Ö 1999, Michael Glawogger)
- Normale Zeiten (Ö 2001, Elisabeth Scharang)
- Zur Lage (Ö 2002, Barbara Albert, Michael Glawogger, Ulrich Seidl, Michael Sturminger)
- Workingman’s Death (Ö/D 2005, Michael Glawogger)
- Über Wasser (LUX 2006, Udo Maurer)
- Am Limit (Ö/D/USA 2007, Pepe Danquart)
- Malibran Rediscovered – The first Diva (Ö 2008, Michael Sturminger)
- Die Frauenkarawane (Ö/BE/F 2009, Natalie Borgers)
- Whores’ Glory (Ö 2010, Michael Glawogger)
- Kathedralen der Kultur (2014, Karim Ainouz, Michael Glawogger, Michael Madsen, Margreth Olin, Robert Redford, Wim Wenders)
- Untitled (2017,  Michael Glawogger, Monika Willi)

## Auszeichnungen (Auswahl)
- Deutscher Filmpreis 2007: Workingman’s Death als Bester Dokumentarfilm
- Diagonale 2006: Produzentenpreis der Verwertungsgesellschaft für Audiovisuelle Medien für Workingman’s Death
- 68. Filmfestispiele Venedig: Special Jury Award für Whores’ Glory
- Österreichischer Filmpreis 2012: Whores’ Glory als Bester Dokumentarfilm